# Schwäbische Werkzeugmaschinen
Die Schwäbische Werkzeugmaschinen GmbH, kurz SW, ist ein Hersteller von Fertigungssystemen in der Metallbearbeitung mit Hauptsitz in Schramberg-Waldmössingen.

## Geschichte
Hervorgegangen ist das Unternehmen 1981 als eigenständiger Geschäftszweig aus der Heckler & Koch GmbH (HeKoMA), die 1991 durch Royal Ordnance (British Aerospace) übernommen und neu ausgerichtet wurde. Das britische Unternehmen konzentrierte sich zunehmend auf Wehr-, Luft- und Raumfahrttechnologie und gliederte schließlich den Bereich Maschinen- und Anlagenbau 1995 aus – die Schwäbische Werkzeugmaschinen GmbH wurde gegründet.
Vor dem Hintergrund der Gesellschafter-Nachfolgeregelung wurde nach neun Jahren der Eigenständigkeit im Juni 2004 das Unternehmen an die EMAG Gruppe mit Hauptsitz in Salach verkauft. Im Oktober 2008 wurden alle Geschäftsanteile der Schwäbische Werkzeugmaschinen GmbH an die neu gegründete Süddeutsche – EMAG Verwaltungs GmbH übertragen. Die Süddeutsche Beteiligung GmbH mit Sitz in Stuttgart übernahm 70 % der Süddeutsche – EMAG Verwaltungs GmbH.
2012 übernahm die Süddeutsche Beteiligung GmbH die Anteile der EMAG Gruppe und ist somit alleiniger Gesellschafter der Schwäbischen Werkzeugmaschinen GmbH.
Zum 1. Januar 2015 übernahm SW die Mehrheit an der bartsch GmbH aus Tettnang, einem Spezialisten für die Entwicklung automatisierter Fertigungsanlagen und präsentiert sich seither als Systemanbieter kompletter Turnkey-Lösungen. Seit April 2017 ist bartsch ein 100-prozentiges Tochterunternehmen von SW und trägt den Namen SW Automation GmbH.
2016 nahm das Werk der SW Asia Co., Ltd. in Suzhou, China den Betrieb auf.
2017 hat die SW North America, Inc. eine neue Produktionsstätte im Bundesstaat Michigan eingeweiht.
2018 gründete die Schwäbische Werkzeugmaschinen GmbH Tochtergesellschaften in Mexiko und in Italien. 2019 folgte die Gründung der Tochtergesellschaft SW France SAS in Frankreich.
2019 wird mit SW Automation ein neues Werk in Tettnang eröffnet. Zudem werden Niederlassungen in Polen, Frankreich und Italien gegründet.
Neben dem Automationsspezialisten von SW in Tettnang und den genannten Tochtergesellschaften unterhält SW Niederlassungen in Ungarn, Korea, der Türkei und Indien.

## Unternehmen
Weltweit entwickeln und projektieren rund 1.700 Mitarbeiter Werkzeugmaschinen, Fertigungssysteme und Sonderzubehör. Neben dem Stammsitz ist das Unternehmen zudem in insgesamt 35 Ländern weltweit mit seinen Niederlassungen und Vertriebspartnern vertreten. Im Jahr 2023 lag der Umsatz bei 554 Millionen Euro.

## Produkte
Das Maschinenportfolio von SW umfasst sowohl Einplatzmaschinen für die Bearbeitung komplexer, großvolumiger Werkstücke als auch Zweiplatzmaschinen für die hochpräzise Bearbeitung filigraner Komponenten. Der Einsatz eines Doppelschwenkträgers ermöglicht das hauptzeitparallele Be- und Entladen für minimierte Nebenzeiten und eine höhere Produktivität. Die patentierte Monoblockbauweise gewährleistet für alle SW-Maschinen eine hohe Maschinensteifigkeit. Dabei setzt SW neben Kugelgewindeantrieben auch auf Linearmotorantriebe und bietet mit die schnellsten Bearbeitungszentren weltweit.
Die Schwäbische Werkzeugmaschinen GmbH ist Hersteller von mehrspindligen Bearbeitungszentren. Auf diesem Gebiet ist das Unternehmen einer der führenden Hersteller. Zum Portfolio gehören 4- und 5-achsige Bearbeitungszentren mit 1, 2, 3 oder 4 Arbeitsspindeln sowie Bohrkopfmaschinen. Die Bearbeitungszentren sind für schwere als auch leichte Zerspanung von Werkstücken mit Abmessungen von bis zu 800 × 900 × 650 mm konzipiert. Die verschiedenen Baureihen ermöglichen eine Bearbeitung der Werkstoffe Aluminium, Stahl, Gusseisen, Stahlguss und Leichtmetallen.